# Diana Niepce
Diana Niepce (1985), é uma bailarina, coreógrafa e autora portuguesa tetraplégica. 

## Percurso
Diana Bastos Niepce nasceu em 1985. 
Começou a ter aulas de ballet com quatro anos para fortalecer os músculos das pernas. 
Formou-se na  Escola Superior de Dança em 2008, durante o curso frequentou a Teatterikorkeakoulun em Helsínquia, como aluna Erasmus. 
Em 2014, durante os ensaios de um espectáculo da Companhia Armazém 13, que misturava elementos do novo circo com a dança contemporânea, cai de pescoço de um trapézio e fica tetraplégica. Isto levou-a repensar o corpo performativo, e a hierarquia em torno do corpo utópico, enquanto bailarina e coreógrafa. 
A partir desse momento a sua carreira é moldada em torno da sua nova condição física, sendo convidada para participar como oradora em sessões de trabalho sobre a relação entre a arte e a deficiência. Curadora de várias formações para artistas com deficiência, algumas na Biblioteca de Marvila.
Ao longo da sua carreira, tem colaborado com várias companhias e coreógrafos nacionais e internacionais, nomeadamente: La fura del baus, Companhia Plural, Companhia Cim, Mylliteatteri, Companhia Teatr21, Adam Benjamin, Felix Ruckert, Willi Dorner, Ana Borralho e João Galante, Rui Catalão, Diana de Sousa, Jérome Bell. 
Actualmente colabora com a companhia polaca Teatr21, com os artistas Rafael Alvarez e Mariana Tengner Barros.
A sua coreografia "Anda Diana" recebeu o Prémio Autores 2022, na categoria Melhor Coreografia, da Sociedade Portuguesa de Autores.